# 地獄三頭犬的日常
地狱三头犬的日常是日本漫畫家樱井亚都的漫画作品。故事講述少年御門千明與人形化的地獄三頭犬交織的經歷。漫畫自2013年9月12日連載至2018年6月16日，全部56話。
2015年4月22日其廣播劇CD隨單行本第4集同日發行出售。

## 劇情概要
八年前，御門千明於希臘隨同家人旅行期間，偶遇幼犬型態的地獄三頭犬刻耳柏洛斯，遭其咬傷導致失去部分魂魄和快樂的情感，變成不能感受亦不知「快樂」為何物的存在。時隔八年後，千明從父親的手裡收到一箱快遞貨物，沒想到箱裡裝著的竟是有著狗尾的三重人格美少女－黑，亦即當年咬傷他的三頭犬。為了尋回名謂「快樂」的情感，千明和黑就此展開非比尋常的同居生活，與此同時，靈魂殘缺的千明亦成為被妖怪鎖定的目標，令原本過著平凡生活的千明身邊頓時產生變化……。

## 人物介紹

### 主角
御門千明（配音：島崎信長（广播剧））
本作男主角，15歲，獨自生活的高中一年B班學生。小時候經常被父親帶到海外遊歷，7歲那年和父親前往希臘旅遊的期間，於當地遺跡發現尚為幼犬的刻耳柏洛斯，遭其中一首咬傷而喪失快樂的情感，成為無法體會快樂的人。時隔8年後，因為收到父親從海外寄給他的包裹，意外地和刻耳柏洛斯重逢，遂開始和刻耳柏洛斯展開同居生活，照顧她們的起居。由於被刻耳柏洛斯咬傷，致使靈魂產生殘缺，所以經常成為被妖怪襲擊的對象，亦非常怕狗`，被西洛卡內打到頭後，變得能看見妖怪的存在。雖然不善表達，但其實很體貼和關心他人。擅長料理，僅嘗一口食物，就能分析出改善其滋味的方式。
隨劇情進展逐漸結識許多朋友，同時面對黑、西洛卡內、洛茲的情感，最終在情人節當天婉拒了西洛卡內的告白，期許洛茲能獲得自己的歸宿，與返回現實變成人類的黑重逢互相告白，在眾朋友的祝福中展開新生活。
刻耳柏洛斯
本作女主角，原型是個擁有三個首級的地獄看守犬，人型姿態則是擁有三重人格的狗尾少女，三名人格分別為黑、西洛卡內、洛絲。除了黑以外，西洛卡內和洛絲共用同樣的心靈空間（從劇情得知會特意隔開黑的心靈空間，係因洛絲欲保護黑和自己的軟弱面），亦可於其中一個人格和外界接觸時獲知其資訊。三個人格還能和體內的兩名人格互相對話。擁有敏捷的動作和超乎常人的體能。之後因為黑長期累積的負面混亂情緒，導致隔離心靈的空間破裂，三者亦變成獨立的個體。三者的共通點為尾部會反映自身真實情緒且喜歡甜食。
黑（配音：佐倉綾音（广播剧））
第一個三頭犬的人格，人型姿態是綁著雙馬尾的黑色長髮，褐色雙眼，配戴紅底黑紋耳機的少女。平常活潑開朗易親近人，性格天然呆，獲知千明喪失快樂的情感，為幫助他尋回快樂而積極陪伴守護著千明，以轉學生的身分轉進千明的班級。喜歡麵包、雪、可愛的東西，擁有能夠嗅到全市區麵包香氣和他人內在情感變化的敏銳嗅覺，聽見悅耳的音樂會睡著，雖身為地獄犬，卻害怕吉娃娃。情緒亢奮時會變成西洛卡內，但被握住尾巴會變成洛絲。為洛絲因為希望再遇千明而誕生的第三個人格。只有在千明和身邊的人遇到絕望或極度危機的時候就會進入暴走狀態，雙眼發黑，尾巴變成黑色，頭上的紅底黑紋耳機會成黑色犬耳耳機。
故事後期因為誤入異空間，獲得南瓜燈籠幫助返回現實世界，但也在這段期間被眾人誤認失蹤，漫畫最終話返回現實與千明重逢，但因為飲用水瓶的液體變成人類，雙方互相告白。
西洛卡內（配音：小松未可子（广播剧））
第二個三頭犬的人格，人型姿態是白色長髮，琥珀色雙眼，配戴黑色犬耳耳機的少女。性格強勢自信，缺乏耐性，於三個人格裡擁有最強的戰鬥能力和反射神經，但是非常害怕蟲子，喜歡可愛的事物和甜食。重視洛絲，不喜歡被人幫助，認為接受他人幫助有損其自尊，討厭猴子。被她打到頭部的對象會變得能看見妖怪。初期對千明不以為然，但隨劇情發展逐漸顯露其傲嬌的一面。處於害怕狀態時會變成黑，被握住尾巴會變成洛絲。為洛絲希望自己變強而誕生的第二個人格。被黑逐出體外變成獨立個體後，經由校長的協助轉進千明的班級。
漫畫最終話在情人節向千明告白，體認千明喜歡的不是自己後選擇祝福千明，獨自消化失落的情緒。
名字由來取自日語的白色（しろ）和英語的犬類（canine）。
洛絲（配音：内田真礼（广播剧））
第三個三頭犬的人格，人型姿態是粉色短髮，藍色雙眼，配戴白色犬耳耳機和犬齒紋口罩的少女。性情溫柔沉靜，分析能力強，擁有治癒能力，喜歡巧克力的香氣和花朵，對於美好的食物和物品會有「使用它們會感到浪費可惜」的珍惜想法，為三個人格裡最具常識和智慧的存在。被握住尾巴後會變成黑，若是西洛卡內有特殊請求，則會在被握住尾巴後變成西洛卡內。實際上為最初的刻耳柏洛斯，8年前因為憐憫部分心願未了的亡魂的際遇，遭冥界之神放逐至人間，遊蕩徘徊期間遭人類小孩欺負時被千明所救，卻因出於對人類的恐懼不慎咬傷後者，導致千明喪失快樂的情感，洛絲對這段往事懷咎在心，為了讓自己變強和再遇千明，彌補當年的過錯，始產生西洛卡內和黑的人格，亦刻意配戴口罩封印自己的力量。被黑逐出體外變成獨立個體後，經由校長的協助轉進千明的班級。隨劇情推進從西洛卡內、黑、千明的互動獲得救贖。
漫畫最終話察覺千明已經能夠發自內心的露出笑容和感受喜悅，正式擺脫過往讓千明喪失喜悅感受的陰影，宣布千明脫離詛咒並不再配戴自己的口罩。向千明告白後獲知後者喜歡的不是自己，選擇尊重千明並以好友的身分陪伴他
名字由來取自刻耳柏洛斯的日語末段發音（ケルベロス）。

### 千明的人類親友
御門千尋
千明的姊姊，留著亮棕色長髮的女性，21歲，是個離家在外求學的大學生。性格明朗，喜歡作弄千明，對於千明仿若木頭般對於快樂之事無動於衷感到納悶，偶爾會返家探視弟弟。得知黑的存在後便十分照顧她，有時會傳授黑錯誤的文化知識。
千明和千尋的父親
本名不詳，經常出國至海外，後意外拾獲刻耳柏洛斯將其寄送給千明。
小茂根陽（配音：花澤香菜（广播剧））
千明的同班同學，是個蓄著褐色波浪中長髮，紫色雙眼的少女，為小茂根神社宮主的孫女兼學校弓道社員。性格友善帶點冒失，手藝精巧，喜歡兔子相關的事物。因為入學時千明扶起跌倒在地的她，遂對其產生好感，有時和千明互動的期間會過於害羞緊張而不知所措。雖然是初出茅廬的見習巫女，但擁有妖怪相關的知識和貨真價實的驅邪能力，需要穿著巫女服才能發揮驅邪的力量，作戰時會使用弓箭做為武器。因為黑轉進班級而在意她，更因意外邂逅洛絲，並且在解救遭妖怪襲擊的千明後，發現黑、西洛卡內、洛絲三位一體的秘密，至此和黑與洛絲成為好朋友，認為西洛卡內實為溫柔之人。
經過九尾狐引發的騷動後正式向千明告白，同意讓千明考慮是否接受告白和瞭解情感之事。
波柴威虎（配音：鈴木達央（广播剧））
千明的同班同學，是個蓄著金褐色短髮，右側頭髮別著兩枚細髮夾，容貌俊朗的少年。為家裡獨生子，自幼性格嚴謹喜思究，經常不自覺的散發出令人感到壓迫感的眼神而被同學畏懼，所以邂逅千明之前都是孤獨一人。童年曾短暫修習空手道，可徒手劈斷玻璃瓶頸，戰鬥時亦有不錯的水準，然而因為其散發的眼神導致其他人不敢和他切磋，才沒有繼續修研空手道，甚至有「中學時期輕鬆擊敗一百人」、「輕鬆咬碎磚頭」、「單憑手指尖輕鬆制伏棕熊」等奇怪的超人傳聞，其實是個外冷內熱，非常關心他人的溫柔少年。由於千明等人在遊樂園鬼屋引發的意外（黑意外抓到熟睡的筥麻呂的尾巴，被後者鉤到），讓他決定探望千明並做出補償，遂成為千明的朋友，亦自然而然的接受黑、西洛卡內、洛絲的存在。
拿手科目為國語，經常考試獲得滿分。出乎意料的非常喜歡甜食，處於高度精神集中狀態時，可發揮精湛的藝術建造技能。隨著其和千明及刻耳柏洛斯成為朋友，攸關他的奇怪傳聞亦日益增加，不過本人對此絲毫不在意。
米内爾文· 妮卡· 阿莎贝莉（Minelvin NiKa Asabelly）
通稱「米妮（ミニ）」，千明在希腊的青梅竹马，是個擁有金色長髮和藍色雙眼的美少女。童年時期雙親因為工作因素，遠從美國搬遷至希臘，米妮因為不喜搭裡人而被疏遠，但千明仍主動對她伸出友誼之手，雙方繼而成為朋友。愛慕千明，性格略帶霸道（筥曰「怪獸級人物」），透過千明的父親轉述，獲知千明的情況，為了探視對方而遠赴日本，卻被西洛卡内指謫什么都做不了，甚至直接吻了千明，令洛絲深受打擊。將黑和西洛卡內視為情敵。目睹洛絲与耶梦加得的冲突后发觉自己的无力，回到希腊後召喚歐特魯斯並立即跟牠契約，然後拿千明父親的書來學習對妖怪驅邪的知識和尋找跟自己相性配合願意成為米妮的靈力武器。
春名春臣
千明的同校同學，一年A班的學生，自稱「阿春」的紅髮少年，威虎的中學同學。性格相當積極，因為就讀中學前都待在醫院療養，造就其旺盛的好奇心，連威虎亦對其避之唯恐不及。雖然本身不自覺，但經常做出令旁人感到壓迫性的行為和惹火筥麻呂，但亦因為威虎和筥麻呂的緣故，開始對於靈異和妖怪的事件產生興趣。熱衷棒球，擁有過人的洞察力，時常為眾人發現並提出解決問題的方案，是少數能看透千明性格本質之人。原本是看不見妖怪的體質，被西洛卡內打到頭而變得能看見妖怪，亦因為怪鳥哈比引發的騷動和千明成為朋友。

### 妖怪和神祇
筥麻吕（配音：加藤英美里（广播剧））
服侍威虎的少女貓又，人型姿態是擁有貓耳和兩條貓尾，粉色短髮和藍色雙眼，穿著短裙和服的少女。原本是被威虎的雙親飼養的母家貓，自威虎尚在襁褓時便非常重視他，但於某日察覺自己壽限將至而離家出走，孤獨地死於外地，過身後因為放心不下威虎和希望守護後者的執念，變成貓又的型態返回威虎的身邊，為了讓威虎交到朋友，遂讓他養成用髮夾固定頭髮的習慣。喜歡吃魚，能夠呼喚和指揮附近地區的所有貓類，有著喜歡隨便尋找睡覺的地點的習性，是最瞭解威虎的對象。由於生前曾被威虎的雙親當成公貓，對自己被命名成「筥麻吕」這般男性化的名字而感到介意，所以成為妖怪後習慣自稱筥。初期出於貓類厭惡犬類的本能，對黑、西洛卡內、洛絲沒有好感，稱其「白癡狗」，但後來因為威虎的緣故而接受千明和刻耳柏洛斯。
雙頭犬
本作配角或反派，原型是雙頭犬，人型姿態則是擁有兩重人格的狗尾少年，兩名人格分別為歐特魯斯、 俄爾托斯，體外人格還能和體內的人格互相對話。擁有敏捷的動作和超乎常人的體能
欧特鲁斯（Orthus）
外貌陰森擁有一張可怕的臉長髮少年，性格既暴躁又冒失，稱呼刻耳柏洛斯「大姐」，因為不滿刻耳柏洛斯離開冥界欲將其帶回，傷及千明和黑，結果被忽然出現的西洛卡內擊敗。碰到納豆就會變成俄爾托斯，後來成為米妮的傳屬使魔。
俄爾托斯（Orthrus）
外貌清新帥氣白色短髮的少年，性格表面比較像管家或紳士那樣，但其實內心非常自悲邪惡，因為是刻耳柏洛斯的弟弟 所以覺得會被任何人看不起、得不到所有人的認同，得知最喜歡冥府的水瓶在千明身上（眼前），所以暗中奪走珀耳塞福涅送給千明的水瓶令自己變得更強大可以打倒刻耳柏洛斯（黑、西洛卡內、洛絲）想她們消失。
傑克南瓜燈
擁有南瓜燈頭的妖怪，是個無法上天堂和進入地獄，僅能徘徊人間的存在，為此非常害怕寂寞，喜歡接近人多的地方。因為被缺少部分靈魂的千明吸引而襲擊對方，結果被西洛卡內擊敗，正當西洛卡內欲了結祂時，因為千明對其寂寞的心境感同身受而被感化，放過千明並獨自離去。
弗栗多
外型為蛇型的水魔獸，可操縱週遭的水作戰，弱點是齒縫間，於校園現身襲擊千明，結果被陽和洛絲聯手擊潰。
芬里爾
北歐冥府三姊妹的長姊，原型是魔狼，人型姿態是擁有黑色狼耳和灰色狼尾，橘色長髮和紫色雙眼，雙手配戴鎖鍊手銬的女性。性格衝動但不甚聰明，雙眼可控制被其注視雙瞳者的行動，還可以在受害者的心靈世界創造分身欺負對方，但只要被神繩格萊普尼爾綑綁就會失去行動能力。為了將千明當成點心，化名「里爾里爾」進入校園襲擊對方，操控校園裡的學生，一度重創西洛卡內，後來當千明等人返回校園作戰時，因為千明等人配戴墨鏡致使控制能力無效（受控制的陽則是被樹枝砸到頭部而恢復正常），敗在西洛卡內的手裡，被自己的妹妹耶夢加得和赫爾出面制止帶回懲戒。
耶夢加得
北歐冥府三姊妹的二姊，原型是巨蛇，人型姿態是綁著兩束短辮和梳著長辮的黑色長髮，左眼覆蓋眼罩，紅色右眼，身穿女僕裝的女性。性格冷靜理性，經常出面阻止姊姊的出格行為，擅長占卜且準確率高，因為過去的經歷認為妖怪應和人類保持距離。喜歡日本文化和女僕裝，為此和姊妹抵達人間，被咖啡店的老闆收留，擔任咖啡店女僕，因為姊姊引發的騷動而邂逅千明等人，協助千明尋找拾回快樂情感的方法，但因為察覺洛絲對千明的情感而和她短暫發生衝突。與冥后珀耳塞福涅十分熟絡，受對方的委託負責監視刻耳柏洛斯和將其帶回冥界。
赫爾
北歐冥府三姊妹的么妹，外型是留著淡紫色波浪長髮，左紅右紫異色雙瞳的小女孩，其實是北欧冥府的女王。抵達人間後跟著二姊在咖啡店服務，不太愛說話，親自帶領千明等人至三姊妹寄宿的咖啡店會談。擁有能夠瞬間移動至指定對象身邊和自由開啟北歐冥府之門的能力。
加尔姆（Garm）
北歐冥府的地狱犬，平时偽裝成赫尔的書包，現出身型時看似填充玩偶，十分多話，忠於赫爾。
卡特布兰伽（Catoblepas）
能讓被其注視的對象石化的邪眼魔牛，被千明的体质吸引而從咖啡杯現身襲擊對方，但被耶梦加得輕鬆擊潰，後來被赫尔回收并送回冥府。
九尾狐
被封印在小茂根神社的名叫玉藻的九尾狐妖，人型姿態是個擁有狐耳和九條狐尾的淘氣蘿莉，有時候會變成成熟好色的巨乳御姊，是對戀愛姻緣的月下老人，擁有一對能夠看透人心的千里眼，因為陽不慎於掃除期間解開封印，加上看不下陽遲遲無法表達對千明的心意，遂附身在其身上接近千明，最終陽獲知千明對她的正面看法，希望親自向千明告白，以自身意識將其趕出體外，陽亦如願向千明表達自己的心意。之後隔一段時間來恢復變弱的靈力後回到小茂根陽身邊來報答解除牠的封印之恩，直接成為小茂根陽的傳屬使魔妖怪
黑帝斯
冥府之王，黑、西洛卡內、洛斯的主人。從地獄之門伸出單手便能捉住洛絲的身軀可見其身軀巨大的程度。
個性十分冷酷。
病態地喜歡洛斯，擁有許多洛斯相關的收藏品。
珀耳塞福涅
冥后，黑帝斯的妻子。與耶夢加得十分熟絡。
暗地裏經常與黑帝斯搞對抗，曾暗中幫助千明一行。
哈比
圓型頭部的巨型怪鳥，食欲異常旺盛，能夠分裂成無數個體。因為被千明的氣息吸引而襲擊對方，被春臣發現其喜歡追補高速移動獵物的特性，結果被千明、威虎、春臣用計變回個體，最終被西洛卡內一擊斃命。

### 其他人類
神柴威虎的雙親
最初飼養並為筥麻吕起名的主人。
小茂根阳的祖父
小茂根神社的宮主，非常關心陽在學校的生活並不時給予建議。
校長
千明就讀學校的校長，是個擁有兩道黛點眉的光頭男子。個性和藹可親且知識淵博，邂逅黑後便主動讓她轉進學校增廣見聞。之後亦讓西洛卡內和洛絲入校就讀。
「Yggdrasil」咖啡店老闆
本名不詳，收留抵達人間的北歐冥府三姊妹在自家咖啡店幫忙的親切男子，十分照顧北歐冥府三姊妹。

## 用語
神繩格萊普尼爾
漫畫第9話登場，能夠輕鬆制伏芬里爾的神力繩子。
變聲噴霧
漫畫第14話登場，北歐冥府道具，可改變使用者的聲音。
傳言小鴨
漫畫第14話登場，北歐冥府道具，可散撥使用者希望傳播的消息。
造雲機
漫畫第14話登場，北歐冥府道具，可創造並改變雲的型狀，亦能藉此傳達使用者想要表達的事物。

## 單行本出版資訊
| 集數 | Square Enix    | Square Enix            | 東立出版社    | 東立出版社             | 封面人物            |
| 集數 | 發售日期       | ISBN                   | 發售日期      | ISBN                   | 封面人物            |
| ---- | -------------- | ---------------------- | ------------- | ---------------------- | ------------------- |
| 1    | 2014年1月22日  | ISBN 978-4-75-754201-3 | 2017年4月14日 | ISBN 978-986-482-763-3 | 御門千明 + 黑       |
| 2    | 2014年6月21日  | ISBN 978-4-75-754329-4 | 2017年7月7日  | ISBN 978-986-482-764-0 | 御門千明 + 西洛卡內 |
| 3    | 2014年12月22日 | ISBN 978-4-75-754501-4 | 2018年2月6日  | ISBN 978-986-482-765-7 | 御門千明 + 洛絲     |
| 4    | 2015年4月22日  | ISBN 978-4-75-754611-0 | 2018年4月9日  | ISBN 978-986-482-766-4 | 御門千明 + 小茂根陽 |
| 5    | 2015年9月19日  | ISBN 978-4-75-754736-0 |               |                        | 御門千明 + 黑       |
| 6    | 2016年2月22日  | ISBN 978-4-75-754882-4 |               |                        | 御門千明 + 西洛卡內 |
| 7    | 2016年7月22日  | ISBN 978-4-75-755057-5 |               |                        |                     |
| 8    | 2016年12月22日 | ISBN 978-4-75-755183-1 |               |                        |                     |
| 9    | 2017年6月22日  | ISBN 978-4-75-755372-9 |               |                        |                     |
| 10   | 2017年11月22日 | ISBN 978-4-75-755519-8 |               |                        |                     |

## 外部連結
- http://gangan.square-enix.co.jp/introduction/kerberos/（页面存档备份，存于） （日語）漫画官方网站